# Heinrich Dörfelt
Heinrich Dörfelt (* 20. November 1940 in Reichenbach im Vogtland) ist ein deutscher Mykologe und Botaniker. Sein botanisches Autorenkürzel lautet „Dörfelt“.

## Leben
Dörfelt absolvierte von 1954 bis 1957 eine Ausbildung als Gärtner und wurde von 1961 bis 1964 als Lehrer ausgebildet. Danach studierte er von 1966 bis 1973 Biologie an den Universitäten in Greifswald und Halle. In letzterer wurde er 1974 an der naturwissenschaftlichen Fakultät promoviert und er habilitierte sich 1984 auch dort. Nachdem er bis 1988 eine Anstellung als wissenschaftlicher Mitarbeiter an der Universität Halle hatte, arbeitete Dörfelt ab 1988 am Zentralinstitut für Mikrobiologie der Akademie der Wissenschaften der DDR in Jena. 1991 wechselte er an die dortige Universität und war dort ab 1997 Hochschuldozent für Landschaftsökologie und Naturschutz. Dörfelts Hauptforschungsgebiete sind Pilzökologie und Pilzsystematik sowie Geschichte der Mykologie.

## Werke
- Heinrich Dörfelt, Jutta Harre: Hanns Kreisel – sein Leben und sein mykologisches Werk, Weissdorn-Verlag Jena 2022, ISBN 978-3-936055-73-3
- Mykofloristische, mykocoenologische und mykogeographische Studien in Naturschutzgebieten mit Xerothermstandorten im Süden der DDR unter besonderer Berücksichtigung der Gebiete Leutratal, Steinklöbe und Neue Göhle. Universität, Fakultät für Naturwissenschaften, Halle 1974 (Dissertation)
- Monographie der Gattung Xerula. 1984
- Lexikon der Mykologie. (Autoren: Uwe Braun u. a.), Fischer, Stuttgart / New York 1988; ISBN 3-437-20413-0
- mit Herbert Görner: Die Welt der Pilze. Urania-Verlag, Leipzig / Jena / Berlin 1989; ISBN 3-332-00276-7
- Erdsterne. Geastracea und Astraeaceae. Ziemsen, Lutherstadt Wittenberg 1989; ISBN 3-7403-0230-5
- mit Heike Heklau: Die Geschichte der Mykologie. Einhorn-Verlag Dietenberger, Schwäbisch Gmünd 1998; ISBN 3-927654-44-2
- (Hrsg. mit Gottfried Jetschke): Wörterbuch der Mycologie. 2. Auflage. Spektrum Akademischer Verlag, Heidelberg/Berlin 2001, ISBN 3-8274-0920-9.
- (Hrsg.): Die Geschichte der Mykologie des 20. Jahrhunderts in Sachsen-Anhalt. (Hrsg.: NABU-Bundesfachausschuss Mykologie), NABU, Bonn 2002
- Morphologie der Großpilze. Springer Spektrum, Berlin / Heidelberg 2014; ISBN 3-642-41780-9